# Cleora sublectaria
Cleora sublectaria är en fjärilsart som beskrevs av Walker 1863. Cleora sublectaria ingår i släktet Cleora och familjen mätare. Inga underarter finns listade i Catalogue of Life.